# Eurya domaensis
Eurya domaensis är en tvåhjärtbladig växtart som beskrevs av W.R. Barker. Eurya domaensis ingår i släktet Eurya och familjen Pentaphylacaceae. Inga underarter finns listade i Catalogue of Life.